# Franz Wassermeyer
Franz Wassermeyer (* 12. Februar 1940 in Bonn) ist ein deutscher Jurist. Er war Vorsitzender Richter am Bundesfinanzhof (BFH).

## Biographie
Wassermeyer studierte von 1959 bis 1966 Rechtswissenschaften an den Universitäten Genf, Bonn und Köln mit anschließendem Referendariat beim Oberlandesgericht Köln. 1967 wurde er mit der Arbeit Das auf die hinkende Ehe und die hinkende Scheidung anzuwendende Recht von der Universität Bonn zum Dr. iur. promoviert.
Nach dem Eintritt in den höheren Justizdienst des Landes Nordrhein-Westfalen wurde er Ende 1975 zum Richter am Finanzgericht Düsseldorf (Außensenate Köln) ernannt. Im Februar 1984 wurde er zum Richter am Bundesfinanzhof, dem obersten Gericht in Steuer- und Zollsachen, ernannt. Ab 1984 war er dort als Richter und seit April 1998 als Vorsitzender Richter tätig. Neben zwei Jahren als Vorsitzender des IV. Senats wirkte er im I. Senat, der im Wesentlichen mit Körperschaftsteuer- und Außensteuerrecht befasst ist.
Seit 1973 ist Wassermeyer als Lehrbeauftragter, seit 1985 als Honorarprofessor an der Rheinischen Friedrich-Wilhelms-Universität Bonn tätig.
Wassermeyer trat am 28. Februar 2005 in den gesetzlichen Ruhestand. Kurze Zeit später wechselte er in die Kanzlei Flick Gocke Schaumburg, in der er als Rechtsanwalt und Steuerberater tätig ist.

## Veröffentlichungen
Wassermeyer ist Autor zahlreicher Fachveröffentlichungen und Mitherausgeber der Zeitschriften „Internationales Steuerrecht“ (IStR), „Europäische Zeitschrift für Wirtschaftsrecht“ (EuZW), „Steuer und Wirtschaft“ (StuW).

## Auszeichnungen
2005 wurde er mit dem Gerhard-Thoma-Ehrenpreis ausgezeichnet.
Am 11. Juli 2008 verlieh ihm der Fachbereich Wirtschaftswissenschaften, Wirtschaftsinformatik und Wirtschaftsrecht der Universität Siegen die Ehrendoktorwürde.